# Giuseppe Matteo Pirisi
Giuseppe Matteo Pirisi (Sarule, 12 dicembre 1952) è un politico e architetto italiano.

## Biografia
Architetto, esponente del Partito Comunista Italiano, dagli anni '80 è consigliere comunale a Macomer, restando in carica fino al 1994.
Dopo la svolta della Bolognina aderisce al Partito Democratico della Sinistra. Viene eletto presidente della Provincia di Nuoro alle elezioni del 1995 in rappresentanza di una coalizione di centrosinistra, resta in carica fino alla scadenza del mandato nel 2000.
Nel 2004 è stato eletto al Consiglio regionale della Sardegna per la XII legislatura con i Democratici di Sinistra e poi è riconfermato nel 2009 con il Partito Democratico per la XIII legislatura regionale. 
Nel 2013 si candida a sindaco di Macomer con una lista civica, ottenendo il 18,8%, risultando eletto consigliere comunale.
Il 27 giugno 2016 viene nominato dalla giunta regionale sarda quale nuovo presidente dell'Isdre (Istituto Sardo delle tradizioni sarde) succedendo al dimissionario deputato Bruno Murgia.